# Микфликер, Джейкоб
Джейкоб Микфликер (англ. Jacob Micflikier; 11 июля 1984, Виннипег, Канада) — профессиональный канадский хоккеист, левый нападающий. В настоящее время является игроком клуба «Биль-Бьен», выступающего в Швейцарской национальной лиге.

## Биография
В сезоне 2003-04 Джейкоб Микфликер дебютировал в университетском хоккее за команду Университета Нью-Гемпшира. В сезоне 2006/2007 был назначен ассистентом капитана команды.
28 марта 2007 года, после завершения сезона в студенческой лиге, подписал контракт с клубом Американской хоккейной лиги «Спрингфилд Фэлконс». После окончания сезона 2007/08 Джейкоб Микфликер подписал контракт с другим клубом АХЛ «Рочестер Американс». Сезон 2009/2010 провёл в клубе «Олбани Ривер Рэтс», в 2011 году клуб переехал в Северную Каролину в город Шарлотт и стал называться «Шарлотт Чекерс». В сезоне 2011/2012 выступал за «Херши Беарс».
В 2012 году подписал контракт со швейцарским клубом «Биль», обладатель Кубка Шпенглера в составе сборной Канады.
Летом 2013 года подписал контракт с минским «Динамо». В октябре руководство клуба расторгло с ним контракт. 13 октября 2013 года вернулся в Швейцарию, подписав двухлетний контракт с клубом «Лугано».